# بائع الحليب (فلم)
 بائع الحليب (بالأنجليزي: The Dog of Flanders) (باليابانية: フランダースの犬) هو فيلم انمي ياباني أنتج عام 1997 في استديو نيبون أنيميشن، وتمت دبلجته في مركز الزهرة التابع لقناة سبيس باور، قام بدبلجته نخبة من فناني مركز الزهرة السوريين. أقتبست قصته من الرواية الأدبية الأنجليزية كلب الفلاندرز للكاتبة الإنجليزية ويدا في عام 1872. وأقتبست أحداثه من مسلسل بائع الحليب الذي أنتج عام 1975 والذي يحمل نفس القصة ونفس الأسم وهو أيضاً من إنتاج نفس الأستديو (نيبون أنيميشن)، الفيلم عبارة عن تلخيص لاحداث المسلسل من البداية إلى النهاية.

## القصة
تدور الأحداث حول قصة الصبي الصغير وليد (نيرو) الذي توفي والده منذ سنوات، ليعيش مع جده بائع الحليب وصديقه المخلص كلبه باتراش (باتراشو)، يحب وليد الرسم كثيراً ويحلم بأن يصبح رساماً معروفاً كما أنه يعتبر الرسام روبنس قدوة له ومثله الأعلى وكان يذهب مع صديقيه إلى المتحف ليشاهدوا لوحات روبنس. صديقة وليد الحميمة هي لميس (أروا) وفي الدبلجة العربية هي ابنة عمه تحب وليد وباتراش كثيرا وهي فتاة مرحة لكن والدها لا يحب وليد أبداً لانه يقضي اوقاته مع إبنته وكونها تنتمي لعائلة غنية.

## الشخصيات
- نيرو (وليد) فتى شجاع لطيف صادق موهوب كثيراً في الرسم كما أن لديه حب جم للرسم. مؤدية الصوت الفنانة فدوى سليمان.
- أروا (لميس) صديقة وليد ابنة عمه في الدبلجة العربية وهي فتاة مرحة وجميلة تحب وليد وكلبه باتراش كثيراً وتحب أن تلعب معه وتحب رسوماته. مؤدية الصوت الفنانة آمنة عمر.
- باتراش (باتراشو) هو كلب وليد وهو صديقه المخلص كان من قبل عند بائع الخردة الذي كان يقسو عليه ويحبره على العمل الشاق لكن وليد حرره.
- جد وليد رجل حنون وفقير جداً يعمل في بيع الحليب مع حفيده وليد يحب وليد وباتراش كثيراً. مؤدي الصوت الفنان أيمن السالك
- والد لميس هو رجل غني متكبر جداً لا يحب وليد أبداً لانه فقير ولا يسمح لإبنته بأن تلعب معه كونها من عائلة غنية فلا يسمح لها بأن تلعب مع الفقراء كوليد. مؤدي الصوت الفنان زياد الرفاعي.
- والدة لميس امرأة لطيفة تحب وليد تحاول قدر الإمكان ان تقدم المساعدة له ولكلبه باتراش. مؤدية الصوت الفنانة فاطمة سعد.
- صديقا وليد نورس وعادل هما صديقا وليد الحميمين ساعدا وليد في أشياء كثيرة لا تعد ولا تحصى. مؤديتا الصوت الفنانة بثينة شيا والفنانة سمر كوكش.

## وصلات خارجية
- مقالات تستعمل روابط فنية بلا صلة مع ويكي بيانات